# Anders/Fahrenkrog
Das Duo Anders | Fahrenkrog ist ein Musik-Duo aus dem ehemaligen Modern-Talking-Sänger Thomas Anders und dem Produzenten Uwe Fahrenkrog-Petersen. 

## Gründung und erste Erfolge
Seit Mai 2011 arbeiten Thomas Anders und Uwe Fahrenkrog-Petersen als ‚Anders | Fahrenkrog‘ zusammen. Anders, der als langjährige Stimme von Modern Talking weltweite Berühmtheit erlangte, ist bei Anders | Fahrenkrog für den Gesang verantwortlich; Fahrenkrog-Petersen, der unter anderem Nenas Welthit 99 Luftballons produzierte, ist in diesem Duo der Songschreiber und Produzent.
Ihre erste gemeinsame Single Gigolo stieg auf Platz 40 der deutschen Singlecharts ein. Ihr erstes Album (Two) erreichte Platz 11 der Albumcharts. Als zweite Single wurde im September 2011 der Titel No More Tears on the Dancefloor ausgekoppelt, wofür man mit dem international bekannten DJ-Projekt Vinylshakerz zusammenarbeitete. Geschrieben wurde der Titel vom ehemaligen Savage-Garden-Sänger Darren Hayes. 
Ihre Musik ist ein Mix aus 80er-Eurodance und aktuellen Dance- und Electro-Beats.

## Diskografie
Alben
- 2011: Two

Singles
- 2011: Gigolo
- 2011: No More Tears on the Dancefloor / Now or Never